# Pachycraerus completus
Pachycraerus completus är en skalbaggsart som beskrevs av Gerstaecker 1884. Pachycraerus completus ingår i släktet Pachycraerus och familjen stumpbaggar. Inga underarter finns listade i Catalogue of Life.